# 2024 год в сумо
Ниже перечислены основные события профессионального сумо в 2024 году.

## Турниры

### Хацу басё
14 — 28 января, Рёгоку Кокугикан, Токио.
Обозначения
| Победитель турнира | Второе место | Пропустил турнир |

| Макуути   | Макуути      | Макуути   | Макуути   | Макуути   | Макуути   | Макуути   | Макуути | Макуути  | Макуути     | Макуути   | Макуути   | Макуути   | Макуути   | Макуути   |
| Восток    | Восток       | Результат | Результат | Результат | Результат | Результат | Ранг    | Запад    | Запад       | Результат | Результат | Результат | Результат | Результат |
| --------- | ------------ | --------- | --------- | --------- | --------- | --------- | ------- | -------- | ----------- | --------- | --------- | --------- | --------- | --------- |
| Монголия  | Тэрунофудзи* | 13        | —         | 2         | —         | 0         | Ё       | ø        |             |           | —         |           | —         |           |
| Монголия  | Кирисима     | 11        | —         | 4         | —         | 0         | О       | Монголия | Хосёрю      | 10        | —         | 4         | —         | 1         |
| ø         |              |           | —         |           | —         |           | О       | Япония   | Такакэйсё   | 2         | —         | 2         | —         | 11        |
| Япония    | Котоновака** | 13        | —         | 2         | —         | 0         | С       | Япония   | Дайэйсё     | 9         | —         | 6         | —         | 0         |
| Япония    | Такаясу      | 2         | —         | 4         | —         | 9         | К       | Япония   | Ура         | 6         | —         | 9         | —         | 0         |
| Япония    | Вакамотохару | 10        | —         | 5         | —         | 0         | М1      | Япония   | Атамифудзи  | 6         | —         | 9         | —         | 0         |
| Япония    | Мидорифудзи  | 5         | —         | 10        | —         | 0         | M2      | Япония   | Аби         | 8         | —         | 7         | —         | 0         |
| Япония    | Гонояма      | 5         | —         | 10        | —         | 0         | M3      | Япония   | Хокутофудзи | 4         | —         | 5         | —         | 6         |
| Япония    | Тобидзару    | 7         | —         | 8         | —         | 0         | M4      | Япония   | Сёдай       | 4         | —         | 11        | —         | 0         |
| Япония    | Рюдэн        | 3         | —         | 12        | —         | 0         | M5      | Япония   | Нисикиги    | 8         | —         | 7         | —         | 0         |
| Казахстан | Кимбодзан    | 7         | —         | 8         | —         | 0         | M6      | Япония   | Сёнанноуми  | 4         | —         | 11        | —         | 0         |
| Япония    | Итиямамото   | 5         | —         | 10        | —         | 0         | M7      | Япония   | Асанояма    | 9         | —         | 3         | —         | 3         |
| Япония    | Хокусэйхо    | 2         | —         | 4         | —         | 9         | M8      | Япония   | Хирадоуми   | 8         | —         | 7         | —         | 0         |
| Япония    | Митакэуми    | 6         | —         | 9         | —         | 0         | M9      | Япония   | Мэйсэй      | 9         | —         | 6         | —         | 0         |
| Монголия  | Тамаваси     | 8         | —         | 7         | —         | 0         | M10     | Япония   | Саданоуми   | 6         | —         | 9         | —         | 0         |
| Япония    | Цуругисё     | 9         | —         | 6         | —         | 0         | M11     | Япония   | Охо         | 10        | —         | 5         | —         | 0         |
| Япония    | Таканосё     | 10        | —         | 5         | —         | 0         | M12     | Япония   | Мёгирю      | 5         | —         | 10        | —         | 0         |
| Япония    | Тюраноуми    | 7         | —         | 8         | —         | 0         | M13     | Япония   | Эндо        | 5         | —         | 10        | —         | 0         |
| Япония    | Котосёхо     | 9         | —         | 6         | —         | 0         | M14     | Япония   | Оносё       | 10        | —         | 5         | —         | 0         |
| Япония    | Томокадзэ    | 5         | —         | 10        | —         | 0         | M15     | Япония   | Оносато     | 11        | —         | 4         | —         | 0         |
| Япония    | Такарафудзи  | 6         | —         | 9         | —         | 0         | M16     | Япония   | Бусёдзан    | 4         | —         | 11        | —         | 0         |
| Япония    | Симадзууми   | 9         | —         | 6         | —         | 0         | M17     | Болгария | Аоияма      | 0         | —         | 7         | —         | 8         |

| Дзюрё    | Дзюрё       | Дзюрё     | Дзюрё     | Дзюрё     | Дзюрё     | Дзюрё     | Дзюрё | Дзюрё    | Дзюрё                      | Дзюрё     | Дзюрё     | Дзюрё     | Дзюрё     | Дзюрё     |
| Восток   | Восток      | Результат | Результат | Результат | Результат | Результат | Ранг  | Запад    | Запад                      | Результат | Результат | Результат | Результат | Результат |
| -------- | ----------- | --------- | --------- | --------- | --------- | --------- | ----- | -------- | -------------------------- | --------- | --------- | --------- | --------- | --------- |
| Япония   | Дайамами    | 8         | —         | 7         | —         | 0         | Д1    | Монголия | Миторю                     | 7         | —         | 8         | —         | 0         |
| Япония   | Нисикифудзи | 10        | —         | 5         | —         | 0         | Д2    | Япония   | Тохакурю                   | 8         | —         | 7         | —         | 0         |
| Россия   | Рога        | 9         | —         | 6         | —         | 0         | Д3    | Япония   | Китановака                 | 10        | —         | 5         | —         | 0         |
| Япония   | Тамасёхо    | 4         | —         | 11        | —         | 0         | Д4    | Япония   | Котоэко                    | 3         | —         | 10        | —         | 2         |
| Монголия | Тиёсёма     | 7         | —         | 8         | —         | 0         | Д5    | Монголия | Осёма                      | 8         | —         | 7         | —         | 0         |
| Япония   | Токихаятэ   | 10        | —         | 5         | —         | 0         | Д6    | Япония   | Сирокума (бывший Такахаси) | 8         | —         | 7         | —         | 0         |
| Япония   | Кагаяки     | 9         | —         | 6         | —         | 0         | Д7    | Украина  | Сиси                       | 7         | —         | 8         | —         | 0         |
| Япония   | Симаноуми   | 6         | —         | 9         | —         | 0         | Д8    | Япония   | Сидэн                      | 6         | —         | 9         | —         | 0         |
| Япония   | Асакорю     | 8         | —         | 7         | —         | 0         | Д9    | Монголия | Дайсёхо                    | 9         | —         | 6         | —         | 0         |
| Япония   | Такэруфудзи | 13        | —         | 2         | —         | 0         | Д10   | Япония   | Хакуёдзан                  | 10        | —         | 5         | —         | 0         |
| Япония   | Акуа        | 6         | —         | 9         | —         | 0         | Д11   | Япония   | Хидэноуми                  | 10        | —         | 5         | —         | 0         |
| Япония   | Тиёмару     | 5         | —         | 10        | —         | 0         | Д12   | Япония   | Тэнсёхо                    | 5         | —         | 10        | —         | 0         |
| Япония   | Юма         | 5         | —         | 10        | —         | 0         | Д13   | Япония   | Осёуми                     | 8         | —         | 7         | —         | 0         |
| Япония   | Тиёсакаэ    | 6         | —         | 9         | —         | 0         | Д14   | Япония   | Тотимусаси                 | 5         | —         | 10        | —         | 0         |

Примечания:
- * — победил в дополнительном финале
- ** — проиграл в дополнительном финале

#### Обладателиспециальных призов
- канто-сё (за боевой дух) — Оносато
- гино-сё (за техническое совершенство) — Котоновака[англ.]
- сюкун-сё (за выдающееся выступление) — Вакамотохару

### Хару басё
10 — 24 марта, Гимназия префектуры Осака, Осака.
Обозначения
| Победитель турнира | Второе место | Пропустил турнир |

| Макуути   | Макуути     | Макуути   | Макуути   | Макуути   | Макуути   | Макуути   | Макуути | Макуути  | Макуути      | Макуути   | Макуути   | Макуути   | Макуути   | Макуути   |
| Восток    | Восток      | Результат | Результат | Результат | Результат | Результат | Ранг    | Запад    | Запад        | Результат | Результат | Результат | Результат | Результат |
| --------- | ----------- | --------- | --------- | --------- | --------- | --------- | ------- | -------- | ------------ | --------- | --------- | --------- | --------- | --------- |
| Монголия  | Тэрунофудзи | 2         | —         | 5         | —         | 8         | Ё       | ø        |              |           | —         |           | —         |           |
| Монголия  | Кирисима    | 5         | —         | 10        | —         | 0         | О       | Монголия | Хосёрю       | 11        | —         | 4         | —         | 0         |
| Япония    | Такакэйсё   | 8         | —         | 6         | —         | 1         | О       | Япония   | Котоновака   | 10        | —         | 5         | —         | 0         |
| Япония    | Дайэйсё     | 6         | —         | 9         | —         | 0         | С       | Япония   | Вакамотохару | 9         | —         | 6         | —         | 0         |
| Япония    | Аби         | 9         | —         | 6         | —         | 0         | К       | Япония   | Нисикиги     | 3         | —         | 12        | —         | 0         |
| Япония    | Ура         | 6         | —         | 9         | —         | 0         | М1      | Япония   | Асанояма     | 9         | —         | 6         | —         | 0         |
| Япония    | Атамифудзи  | 8         | —         | 7         | —         | 0         | M2      | Япония   | Мэйсэй       | 6         | —         | 9         | —         | 0         |
| Япония    | Охо         | 7         | —         | 8         | —         | 0         | M3      | Япония   | Таканосё     | 5         | —         | 10        | —         | 0         |
| Япония    | Тобидзару   | 8         | —         | 7         | —         | 0         | M4      | Япония   | Хирадоуми    | 9         | —         | 6         | —         | 0         |
| Япония    | Мидорифудзи | 7         | —         | 8         | —         | 0         | M5      | Япония   | Оносато      | 11        | —         | 4         | —         | 0         |
| Япония    | Цуругисё    | 2         | —         | 3         | —         | 10        | M6      | Япония   | Гонояма      | 10        | —         | 5         | —         | 0         |
| Казахстан | Кимбодзан   | 6         | —         | 7         | —         | 2         | M7      | Монголия | Тамаваси     | 7         | —         | 8         | —         | 0         |
| Япония    | Оносё       | 9         | —         | 6         | —         | 0         | M8      | Япония   | Такаясу      | 11        | —         | 4         | —         | 0         |
| Япония    | Хокутофудзи | 6         | —         | 9         | —         | 0         | M9      | Япония   | Котосёхо     | 8         | —         | 7         | —         | 0         |
| Япония    | Сёдай       | 8         | —         | 7         | —         | 0         | M10     | Япония   | Митакэуми    | 9         | —         | 6         | —         | 0         |
| Япония    | Итиямамото  | 7         | —         | 8         | —         | 0         | M11     | Япония   | Саданоуми    | 8         | —         | 7         | —         | 0         |
| Япония    | Сёнанноуми  | 9         | —         | 6         | —         | 0         | M12     | Япония   | Симадзууми   | 0         | —         | 4         | —         | 11        |
| Япония    | Рюдэн       | 6         | —         | 9         | —         | 0         | M13     | Япония   | Тюраноуми    | 7         | —         | 8         | —         | 0         |
| Япония    | Нисикифудзи | 8         | —         | 7         | —         | 0         | M14     | Япония   | Китановака   | 3         | —         | 12        | —         | 0         |
| Япония    | Мёгирю      | 6         | —         | 9         | —         | 0         | M15     | Россия   | Рога         | 7         | —         | 8         | —         | 0         |
| Япония    | Эндо        | 5         | —         | 10        | —         | 0         | M16     | Япония   | Дайамами     | 7         | —         | 8         | —         | 0         |
| Япония    | Такэруфудзи | 13        | —         | 2         | —         | 0         | M17     | ø        |              | 0         | —         | 0         | —         | 0         |

| Дзюрё  | Дзюрё      | Дзюрё     | Дзюрё     | Дзюрё     | Дзюрё     | Дзюрё     | Дзюрё | Дзюрё    | Дзюрё        | Дзюрё     | Дзюрё     | Дзюрё     | Дзюрё     | Дзюрё     |
| Восток | Восток     | Результат | Результат | Результат | Результат | Результат | Ранг  | Запад    | Запад        | Результат | Результат | Результат | Результат | Результат |
| ------ | ---------- | --------- | --------- | --------- | --------- | --------- | ----- | -------- | ------------ | --------- | --------- | --------- | --------- | --------- |
| Япония | Токихаятэ  | 8         | —         | 7         | —         | 0         | Д1    | Япония   | Такарафудзи  | 8         | —         | 7         | —         | 0         |
| Япония | Тохакурю   | 6         | —         | 9         | —         | 0         | Д2    | Монголия | Миторю       | 12        | —         | 3         | —         | 0         |
| Япония | Хокусэйхо  | 0         | —         | 0         | —         | 15        | Д3    | Япония   | Томокадзэ    | 9         | —         | 6         | —         | 0         |
| Япония | Кагаяки    | 7         | —         | 8         | —         | 0         | Д4    | Монголия | Осёма        | 11        | —         | 4         | —         | 0         |
| Япония | Бусёдзан   | 9         | —         | 6         | —         | 0         | Д5    | Япония   | Сирокума     | 7         | —         | 6         | —         | 2         |
| Япония | Хакуёдзан  | 4         | —         | 11        | —         | 0         | Д6    | Монголия | Тиёсёма      | 9         | —         | 6         | —         | 0         |
| Япония | Хидэноуми  | 7         | —         | 8         | —         | 0         | Д7    | Монголия | Дайсёхо      | 10        | —         | 5         | —         | 0         |
| Япония | Асакорю    | 9         | —         | 6         | —         | 0         | Д8    | Украина  | Сиси         | 8         | —         | 7         | —         | 0         |
| Япония | Симаноуми  | 5         | —         | 10        | —         | 0         | Д9    | Япония   | Тамасёхо     | 6         | —         | 9         | —         | 0         |
| Япония | Сидэн      | 7         | —         | 8         | —         | 0         | Д10   | Япония   | Вакатакакагэ | 9         | —         | 6         | —         | 0         |
| Япония | Осёуми     | 6         | —         | 9         | —         | 0         | Д11   | Болгария | Аоияма       | 7         | —         | 8         | —         | 0         |
| Япония | Котоэко    | 1         | —         | 14        | —         | 0         | Д12   | Япония   | Цусиманада   | 7         | —         | 8         | —         | 0         |
| Япония | Акуа       | 6         | —         | 9         | —         | 0         | Д13   | Япония   | Хакуохо      | 8         | —         | 7         | —         | 0         |
| Япония | Китахарима | 4         | —         | 11        | —         | 0         | Д14   | Япония   | Тиёсакаэ     | 8         | —         | 7         | —         | 0         |

#### Обладателиспециальных призов
- канто-сё (за боевой дух) — Такэруфудзи и Оносато
- гино-сё (за техническое совершенство) — Такэруфудзи и Оносато
- сюкун-сё (за выдающееся выступление) — Такэруфудзи

### Нацу басё
12 — 26 мая, Рёгоку Кокугикан, Токио.
Обозначения
| Победитель турнира | Второе место | Пропустил турнир |

| Макуути  | Макуути      | Макуути   | Макуути   | Макуути   | Макуути   | Макуути   | Макуути | Макуути   | Макуути                         | Макуути   | Макуути   | Макуути   | Макуути   | Макуути   |
| Восток   | Восток       | Результат | Результат | Результат | Результат | Результат | Ранг    | Запад     | Запад                           | Результат | Результат | Результат | Результат | Результат |
| -------- | ------------ | --------- | --------- | --------- | --------- | --------- | ------- | --------- | ------------------------------- | --------- | --------- | --------- | --------- | --------- |
| Монголия | Тэрунофудзи  | 0         | —         | 2         | —         | 13        | Ё       | ø         |                                 |           | —         |           | —         |           |
| Монголия | Хосёрю       | 10        | —         | 5         | —         | 0         | О       | Япония    | Котодзакура (бывший Котоновака) | 11        | —         | 4         | —         | 0         |
| Япония   | Такакэйсё    | 0         | —         | 2         | —         | 13        | О       | Монголия  | Кирисима                        | 1         | —         | 6         | —         | 8         |
| Япония   | Вакамотохару | 4         | —         | 8         | —         | 3         | С       | Япония    | Аби                             | 10        | —         | 5         | —         | 0         |
| Япония   | Асанояма     | 0         | —         | 0         | —         | 15        | К       | Япония    | Оносато                         | 12        | —         | 3         | —         | 0         |
| Япония   | Атамифудзи   | 7         | —         | 8         | —         | 0         | М1      | Япония    | Дайэйсё                         | 11        | —         | 4         | —         | 0         |
| Япония   | Хирадоуми    | 9         | —         | 6         | —         | 0         | M2      | Япония    | Гонояма                         | 6         | —         | 9         | —         | 0         |
| Япония   | Такаясу      | 7         | —         | 3         | —         | 5         | M3      | Япония    | Тобидзару                       | 6         | —         | 9         | —         | 0         |
| Япония   | Охо          | 6         | —         | 9         | —         | 0         | M4      | Япония    | Ура                             | 7         | —         | 8         | —         | 0         |
| Япония   | Оносё        | 7         | —         | 8         | —         | 0         | M5      | Япония    | Мэйсэй                          | 10        | —         | 5         | —         | 0         |
| Япония   | Такэруфудзи  | 0         | —         | 0         | —         | 15        | M6      | Япония    | Мидорифудзи                     | 0         | —         | 5         | —         | 10        |
| Япония   | Нисикиги     | 5         | —         | 10        | —         | 0         | M7      | Япония    | Митакэуми                       | 8         | —         | 7         | —         | 0         |
| Япония   | Таканосё     | 8         | —         | 7         | —         | 0         | M8      | Япония    | Котосёхо                        | 8         | —         | 7         | —         | 0         |
| Монголия | Тамаваси     | 7         | —         | 8         | —         | 0         | M9      | Япония    | Сёдай                           | 7         | —         | 8         | —         | 0         |
| Япония   | Сёнанноуми   | 9         | —         | 6         | —         | 0         | M10     | Казахстан | Кимбодзан                       | 8         | —         | 7         | —         | 0         |
| Япония   | Саданоуми    | 9         | —         | 6         | —         | 0         | M11     | Япония    | Хокутофудзи                     | 7         | —         | 8         | —         | 0         |
| Япония   | Итиямамото   | 8         | —         | 7         | —         | 0         | M12     | Япония    | Нисикифудзи                     | 5         | —         | 10        | —         | 0         |
| Монголия | Миторю       | 2         | —         | 9         | —         | 4         | M13     | Япония    | Тюраноуми                       | 8         | —         | 7         | —         | 0         |
| Япония   | Рюдэн        | 10        | —         | 5         | —         | 0         | M14     | Монголия  | Осёма                           | 10        | —         | 5         | —         | 0         |
| Япония   | Токихаятэ    | 6         | —         | 9         | —         | 0         | M15     | Россия    | Рога                            | 7         | —         | 8         | —         | 0         |
| Япония   | Томокадзэ    | 2         | —         | 13        | —         | 0         | M16     | Япония    | Такарафудзи                     | 9         | —         | 6         | —         | 0         |
| Япония   | Цуругисё     | 3         | —         | 12        | —         | 0         | M17     | ø         |                                 | 0         | —         | 0         | —         | 0         |

| Дзюрё   | Дзюрё      | Дзюрё     | Дзюрё     | Дзюрё     | Дзюрё     | Дзюрё     | Дзюрё | Дзюрё    | Дзюрё        | Дзюрё     | Дзюрё     | Дзюрё     | Дзюрё     | Дзюрё     |
| Восток  | Восток     | Результат | Результат | Результат | Результат | Результат | Ранг  | Запад    | Запад        | Результат | Результат | Результат | Результат | Результат |
| ------- | ---------- | --------- | --------- | --------- | --------- | --------- | ----- | -------- | ------------ | --------- | --------- | --------- | --------- | --------- |
| Япония  | Дайамами   | 6         | —         | 9         | —         | 0         | Д1    | Япония   | Мёгирю       | 3         | —         | 12        | —         | 0         |
| Япония  | Бусёдзан   | 9         | —         | 6         | —         | 0         | Д2    | Монголия | Дайсёхо      | 5         | —         | 10        | —         | 0         |
| Япония  | Эндо       | 12        | —         | 3         | —         | 0         | Д3    | Монголия | Тиёсёма      | 12        | —         | 3         | —         | 0         |
| Япония  | Тохакурю   | 6         | —         | 9         | —         | 0         | Д4    | Япония   | Асакорю      | 7         | —         | 8         | —         | 0         |
| Япония  | Кагаяки    | 11        | —         | 4         | —         | 0         | Д5    | Япония   | Китановака   | 8         | —         | 5         | —         | 2         |
| Япония  | Сирокума   | 6         | —         | 9         | —         | 0         | Д6    | Япония   | Вакатакакагэ | 14        | —         | 1         | —         | 0         |
| Украина | Сиси       | 5         | —         | 10        | —         | 0         | Д7    | Япония   | Симадзууми   | 5         | —         | 8         | —         | 2         |
| Япония  | Хидэноуми  | 6         | —         | 9         | —         | 0         | Д8    | Япония   | Хакуохо      | 5         | —         | 6         | —         | 4         |
| Япония  | Тиёсакаэ   | 6         | —         | 9         | —         | 0         | Д9    | Япония   | Тамасёхо     | 8         | —         | 7         | —         | 0         |
| Япония  | Сидэн      | 8         | —         | 7         | —         | 0         | Д10   | Япония   | Хакуёдзан    | 6         | —         | 9         | —         | 0         |
| Япония  | Симаноуми  | 9         | —         | 6         | —         | 0         | Д11   | Болгария | Аоияма       | 7         | —         | 8         | —         | 0         |
| Япония  | Онокацу    | 13        | —         | 2         | —         | 0         | Д12   | Япония   | Цусиманада   | 7         | —         | 8         | —         | 0         |
| Япония  | Осёуми     | 5         | —         | 10        | —         | 0         | Д13   | Япония   | Тиёмару      | 4         | —         | 11        | —         | 0         |
| Япония  | Тотитаикай | 8         | —         | 7         | —         | 0         | Д14   | Япония   | Кадзэкэно    | 7         | —         | 8         | —         | 0         |

#### Обладателиспециальных призов
- канто-сё (за боевой дух) — Осёма[англ.]
- гино-сё (за техническое совершенство) — Оносато
- сюкун-сё (за выдающееся выступление) — Оносато

### Нагоя басё
14 — 28 июля, Гимназия префектуры Айти, Нагоя.
Обозначения
| Победитель турнира | Второе место | Пропустил турнир |

| Макуути  | Макуути      | Макуути   | Макуути   | Макуути   | Макуути   | Макуути   | Макуути | Макуути   | Макуути     | Макуути   | Макуути   | Макуути   | Макуути   | Макуути   |
| Восток   | Восток       | Результат | Результат | Результат | Результат | Результат | Ранг    | Запад     | Запад       | Результат | Результат | Результат | Результат | Результат |
| -------- | ------------ | --------- | --------- | --------- | --------- | --------- | ------- | --------- | ----------- | --------- | --------- | --------- | --------- | --------- |
| Монголия | Тэрунофудзи* | 12        | —         | 3         | —         | 0         | Ё       | ø         |             |           | —         |           | —         |           |
| Япония   | Котодзакура  | 10        | —         | 5         | —         | 0         | О       | Монголия  | Хосёрю      | 9         | —         | 4         | —         | 2         |
| ø        |              | 0         | —         | 0         | —         | 0         | О       | Япония    | Такакэйсё   | 5         | —         | 10        | —         | 0         |
| Япония   | Аби          | 8         | —         | 7         | —         | 0         | С       | Япония    | Оносато     | 9         | —         | 6         | —         | 0         |
| Монголия | Кирисима     | 8         | —         | 7         | —         | 0         | С       | ø         |             | 0         | —         | 0         | —         | 0         |
| Япония   | Дайэйсё      | 8         | —         | 7         | —         | 0         | К       | Япония    | Хирадоуми   | 10        | —         | 5         | —         | 0         |
| Япония   | Мэйсэй       | 4         | —         | 11        | —         | 0         | М1      | Япония    | Атамифудзи  | 7         | —         | 8         | —         | 0         |
| Япония   | Вакамотохару | 6         | —         | 9         | —         | 0         | M2      | Япония    | Митакэуми   | 7         | —         | 8         | —         | 0         |
| Япония   | Такаясу      | 0         | —         | 2         | —         | 13        | M3      | Япония    | Гонояма     | 5         | —         | 10        | —         | 0         |
| Япония   | Тобидзару    | 9         | —         | 6         | —         | 0         | M4      | Япония    | Ура         | 6         | —         | 9         | —         | 0         |
| Япония   | Оносё        | 0         | —         | 4         | —         | 11        | M5      | Япония    | Сёнанноуми  | 7         | —         | 8         | —         | 0         |
| Япония   | Таканосё**   | 12        | —         | 3         | —         | 0         | M6      | Япония    | Охо         | 9         | —         | 6         | —         | 0         |
| Япония   | Котосёхо     | 8         | —         | 7         | —         | 0         | M7      | Япония    | Саданоуми   | 5         | —         | 10        | —         | 0         |
| Япония   | Рюдэн        | 3         | —         | 12        | —         | 0         | M8      | Казахстан | Кимбодзан   | 4         | —         | 11        | —         | 0         |
| Монголия | Осёма        | 7         | —         | 8         | —         | 0         | M9      | Монголия  | Тамаваси    | 7         | —         | 8         | —         | 0         |
| Япония   | Сёдай        | 10        | —         | 5         | —         | 0         | M10     | Япония    | Мидорифудзи | 8         | —         | 7         | —         | 0         |
| Япония   | Итиямамото   | 8         | —         | 7         | —         | 0         | M11     | Япония    | Нисикиги    | 5         | —         | 10        | —         | 0         |
| Япония   | Асанояма     | 3         | —         | 2         | —         | 10        | M12     | Япония    | Тюраноуми   | 10        | —         | 5         | —         | 0         |
| Япония   | Хокутофудзи  | 6         | —         | 9         | —         | 0         | M13     | Япония    | Такарафудзи | 5         | —         | 10        | —         | 0         |
| Япония   | Вакатакакагэ | 11        | —         | 4         | —         | 0         | M14     | Япония    | Эндо        | 10        | —         | 5         | —         | 0         |
| Монголия | Тиёсёма      | 5         | —         | 5         | —         | 5         | M15     | Россия    | Рога        | 9         | —         | 6         | —         | 0         |
| Япония   | Кагаяки      | 9         | —         | 6         | —         | 0         | M16     | Япония    | Бусёдзан    | 8         | —         | 7         | —         | 0         |
| Япония   | Нисикифудзи  | 6         | —         | 9         | —         | 0         | M17     | ø         |             | 0         | —         | 0         | —         | 0         |

| Дзюрё    | Дзюрё       | Дзюрё     | Дзюрё     | Дзюрё     | Дзюрё     | Дзюрё     | Дзюрё | Дзюрё    | Дзюрё      | Дзюрё     | Дзюрё     | Дзюрё     | Дзюрё     | Дзюрё     |
| Восток   | Восток      | Результат | Результат | Результат | Результат | Результат | Ранг  | Запад    | Запад      | Результат | Результат | Результат | Результат | Результат |
| -------- | ----------- | --------- | --------- | --------- | --------- | --------- | ----- | -------- | ---------- | --------- | --------- | --------- | --------- | --------- |
| Япония   | Токихаятэ   | 7         | —         | 8         | —         | 0         | Д1    | Япония   | Онокацу    | 9         | —         | 6         | —         | 0         |
| Япония   | Такэруфудзи | 2         | —         | 1         | —         | 12        | Д2    | Япония   | Дайамами   | 6         | —         | 9         | —         | 0         |
| Япония   | Китановака  | 8         | —         | 7         | —         | 0         | Д3    | Монголия | Миторю     | 6         | —         | 9         | —         | 0         |
| Монголия | Дайсёхо     | 5         | —         | 10        | —         | 0         | Д4    | Япония   | Асакорю    | 6         | —         | 9         | —         | 0         |
| Япония   | Тохакурю    | 5         | —         | 10        | —         | 0         | Д5    | Япония   | Цуругисё   | 7         | —         | 8         | —         | 0         |
| Япония   | Симаноуми   | 8         | —         | 7         | —         | 0         | Д6    | Япония   | Тамасёхо   | 9         | —         | 6         | —         | 0         |
| Япония   | Томокадзэ   | 5         | —         | 7         | —         | 3         | Д7    | Япония   | Сидэн      | 8         | —         | 7         | —         | 0         |
| Япония   | Сирокума    | 12        | —         | 3         | —         | 0         | Д8    | Япония   | Мёгирю     | 7         | —         | 8         | —         | 0         |
| Япония   | Хидэноуми   | 9         | —         | 6         | —         | 0         | Д9    | Япония   | Тиёсакаэ   | 5         | —         | 10        | —         | 0         |
| Украина  | Сиси        | 11        | —         | 4         | —         | 0         | Д10   | Япония   | Симадзууми | 10        | —         | 5         | —         | 0         |
| Япония   | Тотитаикай  | 5         | —         | 10        | —         | 0         | Д11   | Болгария | Аоияма     | 6         | —         | 9         | —         | 0         |
| Япония   | Хакуёдзан   | 9         | —         | 6         | —         | 0         | Д12   | Япония   | Цусиманада | 1         | —         | 14        | —         | 0         |
| Япония   | Хакуохо     | 11        | —         | 4         | —         | 0         | Д13   | Япония   | Кайо       | 7         | —         | 8         | —         | 0         |
| Япония   | Фудзисэйун  | 9         | —         | 6         | —         | 0         | Д14   | Япония   | Набатамэ   | 4         | —         | 11        | —         | 0         |

Примечания:
- * — победил в дополнительном финале
- ** — проиграл в дополнительном финале

#### Обладателиспециальных призов
- канто-сё (за боевой дух) — Таканосё[англ.]
- гино-сё (за техническое совершенство) — Хирадоуми[англ.]
- сюкун-сё (за выдающееся выступление) — Оносато

### Аки басё
8 — 22 сентября, Рёгоку Кокугикан, Токио.
Обозначения
| Победитель турнира | Второе место | Пропустил турнир |

| Макуути  | Макуути      | Макуути   | Макуути   | Макуути   | Макуути   | Макуути   | Макуути | Макуути   | Макуути      | Макуути   | Макуути   | Макуути   | Макуути   | Макуути   |
| Восток   | Восток       | Результат | Результат | Результат | Результат | Результат | Ранг    | Запад     | Запад        | Результат | Результат | Результат | Результат | Результат |
| -------- | ------------ | --------- | --------- | --------- | --------- | --------- | ------- | --------- | ------------ | --------- | --------- | --------- | --------- | --------- |
| Монголия | Тэрунофудзи  | 0         | —         | 0         | —         | 15        | Ё       | ø         |              |           | —         |           | —         |           |
| Япония   | Котодзакура  | 8         | —         | 7         | —         | 0         | О       | Монголия  | Хосёрю       | 8         | —         | 7         | —         | 0         |
| Япония   | Аби          | 5         | —         | 10        | —         | 0         | С       | Япония    | Оносато      | 13        | —         | 2         | —         | 0         |
| Монголия | Кирисима     | 12        | —         | 3         | —         | 0         | С       | Япония    | Такакэйсё    | 0         | —         | 3         | —         | 12        |
| Япония   | Дайэйсё      | 8         | —         | 7         | —         | 0         | К       | Япония    | Хирадоуми    | 7         | —         | 8         | —         | 0         |
| Япония   | Таканосё     | 4         | —         | 11        | —         | 0         | М1      | Япония    | Тобидзару    | 5         | —         | 10        | —         | 0         |
| Япония   | Атамифудзи   | 7         | —         | 8         | —         | 0         | M2      | Япония    | Охо          | 9         | —         | 6         | —         | 0         |
| Япония   | Митакэуми    | 4         | —         | 11        | —         | 0         | M3      | Япония    | Вакамотохару | 11        | —         | 4         | —         | 0         |
| Япония   | Сёдай        | 10        | —         | 5         | —         | 0         | M4      | Япония    | Котосёхо     | 7         | —         | 8         | —         | 0         |
| Япония   | Ура          | 9         | —         | 6         | —         | 0         | M5      | Япония    | Сёнанноуми   | 3         | —         | 12        | —         | 0         |
| Япония   | Мэйсэй       | 5         | —         | 10        | —         | 0         | M6      | Япония    | Гонояма      | 6         | —         | 9         | —         | 0         |
| Япония   | Вакатакакагэ | 12        | —         | 3         | —         | 0         | M7      | Япония    | Тюраноуми    | 10        | —         | 5         | —         | 0         |
| Япония   | Эндо         | 8         | —         | 7         | —         | 0         | M8      | Япония    | Мидорифудзи  | 7         | —         | 8         | —         | 0         |
| Япония   | Итиямамото   | 7         | —         | 8         | —         | 0         | M9      | Монголия  | Осёма        | 10        | —         | 5         | —         | 0         |
| Монголия | Тамаваси     | 7         | —         | 8         | —         | 0         | M10     | Россия    | Рога         | 8         | —         | 7         | —         | 0         |
| Япония   | Саданоуми    | 7         | —         | 8         | —         | 0         | M11     | Япония    | Кагаяки      | 3         | —         | 12        | —         | 0         |
| Япония   | Бусёдзан     | 4         | —         | 11        | —         | 0         | M12     | Казахстан | Кимбодзан    | 4         | —         | 11        | —         | 0         |
| Япония   | Хокутофудзи  | 8         | —         | 5         | —         | 2         | M13     | Япония    | Нисикиги     | 11        | —         | 4         | —         | 0         |
| Япония   | Рюдэн        | 8         | —         | 7         | —         | 0         | M14     | Монголия  | Онокацу      | 7         | —         | 8         | —         | 0         |
| Япония   | Такаясу      | 10        | —         | 5         | —         | 0         | M15     | Япония    | Такарафудзи  | 10        | —         | 5         | —         | 0         |
| Япония   | Сирокума     | 0         | —         | 0         | —         | 0         | M16     | Япония    | Китановака   | 6         | —         | 9         | —         | 0         |
| Япония   | Нисикифудзи  | 8         | —         | 7         | —         | 0         | M17     | ø         |              | 0         | —         | 0         | —         | 0         |

| Дзюрё    | Дзюрё      | Дзюрё     | Дзюрё     | Дзюрё     | Дзюрё     | Дзюрё     | Дзюрё | Дзюрё    | Дзюрё       | Дзюрё     | Дзюрё     | Дзюрё     | Дзюрё     | Дзюрё     |
| Восток   | Восток     | Результат | Результат | Результат | Результат | Результат | Ранг  | Запад    | Запад       | Результат | Результат | Результат | Результат | Результат |
| -------- | ---------- | --------- | --------- | --------- | --------- | --------- | ----- | -------- | ----------- | --------- | --------- | --------- | --------- | --------- |
| Монголия | Тиёсёма    | 10        | —         | 5         | —         | 0         | Д1    | Япония   | Оносё       | 1         | —         | 4         | —         | 10        |
| Япония   | Токихаятэ  | 9         | —         | 6         | —         | 0         | Д2    | Украина  | Сиси        | 9         | —         | 6         | —         | 0         |
| Япония   | Тамасёхо   | 6         | —         | 9         | —         | 0         | Д3    | Япония   | Асанояма    | 0         | —         | 0         | —         | 15        |
| Япония   | Симаноуми  | 6         | —         | 9         | —         | 0         | Д4    | Япония   | Симадзууми  | 6         | —         | 5         | —         | 4         |
| Япония   | Дайамами   | 4         | —         | 11        | —         | 0         | Д5    | Япония   | Хакуохо     | 8         | —         | 7         | —         | 0         |
| Япония   | Хидэноуми  | 6         | —         | 9         | —         | 0         | Д6    | Япония   | Сидэн       | 7         | —         | 8         | —         | 0         |
| Япония   | Цуругисё   | 6         | —         | 8         | —         | 1         | Д7    | Монголия | Миторю      | 6         | —         | 7         | —         | 2         |
| Япония   | Асакорю    | 11        | —         | 4         | —         | 0         | Д8    | Япония   | Хакуёдзан   | 7         | —         | 8         | —         | 0         |
| Монголия | Дайсёхо    | 6         | —         | 9         | —         | 0         | Д9    | Япония   | Мёгирю      | 0         | —         | 0         | —         | 15        |
| Япония   | Тохакурю   | 8         | —         | 7         | —         | 0         | Д10   | Япония   | Фудзисэйун  | 7         | —         | 8         | —         | 0         |
| Япония   | Томокадзэ  | 9         | —         | 6         | —         | 0         | Д11   | Япония   | Такэруфудзи | 13        | —         | 2         | —         | 0         |
| Китай    | Дайсэйдзан | 7         | —         | 8         | —         | 0         | Д12   | Япония   | Кирюко      | 4         | —         | 11        | —         | 0         |
| Болгария | Аоияма     | 5         | —         | 10        | —         | 0         | Д13   | Япония   | Тиёсакаэ    | 0         | —         | 4         | —         | 11        |
| Япония   | Кайо       | 11        | —         | 4         | —         | 0         | Д14   | Япония   | Осёуми      | 6         | —         | 9         | —         | 0         |

#### Обладателиспециальных призов
- канто-сё (за боевой дух) — Оносато
- гино-сё (за техническое совершенство) — Оносато и Нисикиги[англ.]
- сюкун-сё (за выдающееся выступление) — Вакатакакагэ

### Кюсю басё
10 — 24 ноября, Конференц-центр Фукуоки, Кюсю.
Обозначения
| Победитель турнира | Второе место | Пропустил турнир |

| Макуути  | Макуути      | Макуути   | Макуути   | Макуути   | Макуути   | Макуути   | Макуути | Макуути  | Макуути     | Макуути   | Макуути   | Макуути   | Макуути   | Макуути   |
| Восток   | Восток       | Результат | Результат | Результат | Результат | Результат | Ранг    | Запад    | Запад       | Результат | Результат | Результат | Результат | Результат |
| -------- | ------------ | --------- | --------- | --------- | --------- | --------- | ------- | -------- | ----------- | --------- | --------- | --------- | --------- | --------- |
| Монголия | Тэрунофудзи  | 0         | —         | 0         | —         | 15        | Ё       | ø        |             |           | —         |           | —         |           |
| Япония   | Котодзакура  | 14        | —         | 1         | —         | 0         | О       | Монголия | Хосёрю      | 13        | —         | 2         | —         | 0         |
| ø        |              |           | —         |           | —         |           | О       | Япония   | Оносато     | 9         | —         | 6         | —         | 0         |
| Монголия | Кирисима     | 6         | —         | 9         | —         | 0         | С       | Япония   | Дайэйсё     | 8         | —         | 7         | —         | 0         |
| Япония   | Вакамотохару | 11        | —         | 4         | —         | 0         | К       | Япония   | Сёдай       | 4         | —         | 11        | —         | 0         |
| Япония   | Охо          | 6         | —         | 9         | —         | 0         | М1      | Япония   | Хирадоуми   | 4         | —         | 11        | —         | 0         |
| Япония   | Вакатакакагэ | 10        | —         | 5         | —         | 0         | M2      | Япония   | Ура         | 5         | —         | 10        | —         | 0         |
| Япония   | Аби          | 11        | —         | 4         | —         | 0         | M3      | Япония   | Атамифудзи  | 8         | —         | 7         | —         | 0         |
| Япония   | Тюраноуми    | 4         | —         | 11        | —         | 0         | M4      | Монголия | Осёма       | 4         | —         | 11        | —         | 0         |
| Япония   | Тобидзару    | 9         | —         | 6         | —         | 0         | M5      | Япония   | Котосёхо    | 3         | —         | 11        | —         | 1         |
| Япония   | Таканосё     | 11        | —         | 4         | —         | 0         | M6      | Япония   | Нисикиги    | 5         | —         | 10        | —         | 0         |
| Япония   | Эндо         | 7         | —         | 8         | —         | 0         | M7      | Япония   | Митакэуми   | 7         | —         | 8         | —         | 0         |
| Россия   | Рога         | 7         | —         | 8         | —         | 0         | M8      | Япония   | Гонояма     | 11        | —         | 4         | —         | 0         |
| Япония   | Мидорифудзи  | 7         | —         | 8         | —         | 0         | M9      | Япония   | Такаясу     | 8         | —         | 7         | —         | 0         |
| Япония   | Итиямамото   | 8         | —         | 7         | —         | 0         | M10     | Япония   | Такарафудзи | 8         | —         | 7         | —         | 0         |
| Монголия | Тамаваси     | 8         | —         | 7         | —         | 0         | M11     | Япония   | Мэйсэй      | 8         | —         | 7         | —         | 0         |
| Япония   | Хокутофудзи  | 7         | —         | 8         | —         | 0         | M12     | Япония   | Саданоуми   | 4         | —         | 11        | —         | 0         |
| Япония   | Рюдэн        | 4         | —         | 11        | —         | 0         | M13     | Япония   | Сёнанноуми  | 8         | —         | 7         | —         | 0         |
| Монголия | Тиёсёма      | 11        | —         | 4         | —         | 0         | M14     | Япония   | Нисикифудзи | 6         | —         | 9         | —         | 0         |
| Монголия | Онокацу      | 9         | —         | 6         | —         | 0         | M15     | Япония   | Токихаятэ   | 6         | —         | 9         | —         | 0         |
| Украина  | Сиси         | 5         | —         | 10        | —         | 0         | M16     | Япония   | Такэруфудзи | 10        | —         | 5         | —         | 0         |
| Япония   | Асакорю      | 6         | —         | 9         | —         | 0         | M17     | Япония   | Бусёдзан    | 3         | —         | 8         | —         | 4         |

| Дзюрё    | Дзюрё      | Дзюрё     | Дзюрё     | Дзюрё     | Дзюрё     | Дзюрё     | Дзюрё | Дзюрё     | Дзюрё      | Дзюрё     | Дзюрё     | Дзюрё     | Дзюрё     | Дзюрё     |
| Восток   | Восток     | Результат | Результат | Результат | Результат | Результат | Ранг  | Запад     | Запад      | Результат | Результат | Результат | Результат | Результат |
| -------- | ---------- | --------- | --------- | --------- | --------- | --------- | ----- | --------- | ---------- | --------- | --------- | --------- | --------- | --------- |
| Япония   | Китановака | 9         | —         | 6         | —         | 0         | Д1    | Казахстан | Кимбодзан  | 12        | —         | 3         | —         | 0         |
| Япония   | Кагаяки    | 9         | —         | 6         | —         | 0         | Д2    | Япония    | Хакуохо    | 10        | —         | 5         | —         | 0         |
| Япония   | Сирокума   | 7         | —         | 8         | —         | 0         | Д3    | Япония    | Кайо       | 8         | —         | 7         | —         | 0         |
| Япония   | Тамасёхо   | 10        | —         | 5         | —         | 0         | Д4    | Япония    | Симаноуми  | 7         | —         | 8         | —         | 0         |
| Япония   | Симадзууми | 5         | —         | 10        | —         | 0         | Д5    | Япония    | Томокадзэ  | 7         | —         | 8         | —         | 0         |
| Япония   | Тохакурю   | 4         | —         | 9         | —         | 2         | Д6    | Япония    | Сидэн      | 10        | —         | 5         | —         | 0         |
| Япония   | Хидэноуми  | 8         | —         | 7         | —         | 0         | Д7    | Япония    | Цуругисё   | 10        | —         | 5         | —         | 0         |
| Монголия | Миторю     | 7         | —         | 8         | —         | 0         | Д8    | Япония    | Хакуёдзан  | 6         | —         | 9         | —         | 0         |
| Япония   | Дайамами   | 6         | —         | 9         | —         | 0         | Д9    | Монголия  | Дайсёхо    | 4         | —         | 11        | —         | 0         |
| Япония   | Оносё      | 2         | —         | 11        | —         | 2         | Д10   | Япония    | Фудзисэйун | 9         | —         | 6         | —         | 0         |
| Украина  | Аонисики   | 10        | —         | 5         | —         | 0         | Д11   | Япония    | Тиёмару    | 1         | —         | 14        | —         | 0         |
| Китай    | Дайсэйдзан | 9         | —         | 6         | —         | 0         | Д12   | Япония    | Тотитаикай | 10        | —         | 5         | —         | 0         |
| Япония   | Вакаикари  | 7         | —         | 8         | —         | 0         | Д13   | Япония    | Котоэйхо   | 7         | —         | 8         | —         | 0         |
| Япония   | Набатамэ   | 7         | —         | 8         | —         | 0         | Д14   | Япония    | Осёуми     | 10        | —         | 3         | —         | 2         |

#### Обладателиспециальных призов
- канто-сё (за боевой дух) — Таканосё[англ.]
- гино-сё (за техническое совершенство) — Вакатакакагэ
- сюкун-сё (за выдающееся выступление) — Аби

## События

### Январь
- 14-28: состоялся турнир Хацу басё.
- 26: Совет директоров Японской ассоциации сумо анонсировал предстоящие выборы директоров и заместителей директоров.
- 28: ёкодзуна Тэрунофудзи со статистикой 13-2 выиграл девятый в своей карьере Кубок императора (первый после двух пропущенных из-за травмы турниров). В финальный день басё Тэрунофудзи имел одинаковую статистику с сэкивакэ Котоновакой[англ.], поэтому для выявления чемпиона был назначен дополнительный поединок кэттэй-сэн, который выиграл Тэрунофудзи. Котоновака добился 13 побед на турнире и, имея в сумме за три последних турнира 33 победы, заслужил повышение до второго иерархического ранга в сумо — одзэки. Одзэки Кирисима, выступавший на турнире в ранге цунатори (претендента на повышение в ранг ёкодзуны), не смог добиться победы: в последние два турнирных дня он уступил поочередно Котоноваке и Тэрунофудзи и завершил турнир со статистикой 11-4. Одзэки Хосёрю выиграл 10 боев, но вынужден был сняться в предпоследний день турнира из-за травмы правого колена. Одзэки Такакэйсё снялся еще раньше — на четвертый день басё, вследствие чего на турнире Хару басё в марте 2024 года выступит в статусе кадобан-одзэки, и ему необходимо будет одержать не менее 8 побед, чтобы сохранить ранг. Помимо перечисленных сумотори до окончания турнира не добрались комусуби Такаясу[англ.] (он снялся в третий день турнира, в шестой вернулся на дохё, но на восьмой день снова снялся из-за травмы), восьмой маэгасира Хокусэйхо[англ.] (снялся на девятый день) и вернувшийся в высшую лигу макусита Аоияма, не одержавший ни одной победы (снялся на седьмой день). Бывший одзэки Асанояма снялся с турнира после седьмого дня, имея идеальную статистику 7-0 и возглавляя на тот момент турнирную таблицу. В тринадцатый день турнира Асанояма вернулся к выступлениям и сумел одержать еще две победы. По итогам турнира были вручены все три специальных приза (сан-сё): занявший второе место Котоновака был премирован гино-сё за техническое совершенство, Вакамотохару — сюкун-сё за выдающееся выступление, а новичок высшей лиги Оносато получил канто-сё за боевой дух.

В других дивизионах победили:
- в дзюрё — Такэруфудзи
- в макусита — Вакатакакагэ
- в сандаммэ — Фудзисэйун
- в дзёнидане — Аонисики
- в дзёнокути — Анхибики

- 31: Совет директоров Японской ассоциации сумо официально присвоил сэкивакэ Котоноваке[англ.] ранг одзэки. Котоновака многократно сообщал, что в случае достижения второго иерархического ранга в сумо сменит свою сикону (псевдоним) на Котодзакура в честь своего деда, 53-го ёкодзуны Котодзакуры Масакацу. Сумотори заявлял, что мечтал об этом со второго класса. Однако после присвоения ранга Котоновака объявил, что временно сохранит сикону Котоновака в честь своего отца, бывшего сэкивакэ Котоноваки (ныне — Садогатакэ-оякаты[англ.]). В мае 2024 года Котоновака сменит сикону.

### Февраль
- 1: Японская ассоциация сумо пожертвовала 15 миллинов иен на преодоление последствий разрушительного землетрясения в Японском море, произошедшего в январе: 10 миллионов от самой ассоциации и дополнительные 5 миллионов от собранных на январском турнире средств.

- 4: прошла церемония данпацу-сики («отрезание пучка», формальная процедура завершения карьеры сумоиста) бывшего одзэки Тотиносина.

- 11: прошла церемония данпацу-сики бывшего сэкивакэ Итинодзё.

- 21: стало известно об очередном случае жестокости и дедовщины в хэя. На этот раз скандал был связан с хэя Миягино, которой руководит 69-й ёкодзуна Хакухо. Японская ассоциация сумо предъявила Хокусэйхо[англ.], снявшемуся с январского турнира на 9-й день, обвинение в жестокости и применении физического насилия по отношению к товарищам по хэя. В результате расследования обвинение было также предъявлено и самому Миягино-оякате (Хакухо) за то, что тот пытался замять дело, просто объявив прессе, что Хокусэйхо «глубоко раскаивается» в своем поведении.

- 22: Хокусэйхо[англ.], не дожидаясь официального решения, объявил о выходе в отставку. Его карьера длилась 4 года, он выиграл 4 турнира (по одному в дивизионах дзёнокути, дзёнидан, сандаммэ и макусита). Его высшим рангом за карьеру был ранг шестого маэгасиры. На момент отставки он занимал позицию третьего борца дивизиона дзюрё (несмотря на то, что бандзукэ к мартовскому турниру был опубликован уже после отставки Хокусэйхо, фактически он был составлен раньше, поэтому Хокусэйхо уже после отставки все равно оказался в новом рейтинге дивизиона дзюрё).

- 23: состоялось внеплановое заседание Совета директоров Японской ассоциации сумо по делу Хокусэйхо. Была утверждена его отставка, никаких других санкций в связи с этим на бывшего сумоиста наложено не было. Миягино-ояката (Хакухо) был разжалован из ранга иин (член Комитета Японской ассоциации сумо) до ранга тосиёри (самого низкого в иерархии старейшин ассоциации), а также на 3 месяца лишен 20 % зарплаты. Формально он не был лишен поста главы своей хэя, но Совет директоров ЯАС заявил, что ему «серьезно не хватает знаний и осведомленности как мастеру хэя». В связи с этим на неопределённый срок было введено наблюдение за хэя Миягино, которую будет осуществлять представитель итимона Исэгахама (а на мартовском турнире 2024 года этот представитель будет временно исполнять обязанности Миягино-ояката). Фактически это означает бессрочное отстранение Хакухо от руководства хэя.

- 26: опубликован бандзукэ к мартовскому турниру. Бывший сэкивакэ Котоновака[англ.] впервые поставлен на позицию одзэки. Среди представителей младших санъяку (ранги сэкивакэ и комусуби) позицию сохранил только Дайэйсё (Котоновака был поднят в одзэки, Такаясу[англ.] и Ура[англ.] разжалованы в маэгасиры). Вакамотохару был вновь назначен сэкивакэ. На позицию комусуби поставлены Аби и Нисикиги[англ.]. Дайамами[англ.], Китановака[англ.], Рога и Нисикифудзи[англ.] были переведены из дзюрё в высший дивизион макуути.Томокадзэ[англ.], Такарафудзи[англ.], Бусёдзан[англ.] и Аоияма были понижены из макуути в дзюрё.

- - Также Японская ассоциация сумо объявила, что начиная с мартовского турнира 2024 года у дохё (арены для боев) будут постоянно дежурить техники скорой медицинской помощи.
  - В тот же день тосиёри Тамагаки (бывший комусуби Томонохана[англ.]), тренер хэя Осима (входит в итимон Исэгахама), был назначен на время мартовского турнира 2024 года временным руководителем хэя Миягино после отстранения Миягино-оякаты (Хакухо).

### Март
- 10-24: состоялся турнир Хару басё.
- 18: бывший маэгасира Тэруцуёси[англ.] объявил об отставке. Его рангом на момент завершения 14-летней карьеры был ранг 36 борца дивизиона макусита. Его высшей позицией была позиция маэгасиры #3 (сентябрь 2020). Тэруцуёси выиграл один турнир в дивизионе макусита (ноябрь 2016), а свое лучшее выступление показал на июльском Нагоя басё 2019 года — занял второе место в высшей лиге макуути со статистикой 12-3 и получил специальный приз канто-сё за боевой дух. Тэруцуёси был широко известен в сумоистском сообществе из-за выполнения ритуала сиомаки (бросок горсти соли перед выходом на дохё) с огромным количеством соли, которую борец набирал в руку и подбрасывал в воздух.

- 24: семнадцатый маэгасира востока Такэруфудзи с результатом 13-2 выиграл первый в своей карьере Кубок императора. Для Такэруфудзи это был первый турнир в высшей лиге макуути, в январе 2024 года он с аналогичным счётом выиграл турнир в дивизионе дзюрё. Впервые за 110 лет (в 1914 году подобное удалось Рёгоку) Кубок императора выиграл дебютант высшей лиги. Впервые за 4 года (после Токусёрю[англ.]) победил борец, занимавший позицию маэгасира #17 (и впервые с сентября 2022 года турнир выиграл борец ранга маэгасира). Такэруфудзи повторил рекорд 1960 года, установленный будущим ёкодзуной Тайхо, который на своём дебютном турнире в макуути 11 первых дней выступал без поражений (у Тайхо, в отличие от Такэруфудзи, одна из этих побед была технической — соперник снялся с турнира). В итоге Такэруфудзи уступил лишь одзэки Хосёрю и бывшему одзэки Асанояме. После 14-го турнирного дня лишь два борца сохранили шансы на победу — Такэруфудзи и Оносато, при этом в 14-й день Такэруфудзи травмировал голеностоп и мог не выйти на последний поединок. Однако в итоге он принял участие в финальном дне, победив Гонояму[англ.]. Оносато уступил Хосёрю и разделил вместе с ним (а также с маэгасирой Такаясу[англ.]) второе место со статистикой 11-4.

Ёкодзуна Тэрунофудзи снялся с турнира на седьмой день, до этого потерпев 4 поражения. Это стало его девятым снятием с турнира с момента получения высшего сумоистского ранга. Также с турнира из-за травм снялись Симадзууми (на момент снятия имел статистику 0-3), Цуругисё (имел статистику 2-2) и одзэки Такакэйсё (имел статистику 8-6). Такакэйсё, выступавший на турнире в статусе кадобан-одзэки, зафиксировал катикоси (преобладание побед над поражениями) и сохранил ранг. Одзэки Кирисима, наоборот, попал в кадобан на майский турнир, показав статистику 5-10. Среди младших санъяку (ранги сэкивакэ и комусуби) катикоси зафиксировали сэкивакэ Вакамотохару и комусуби Аби. Сэкивакэ Дайэйсё впервые с ноября 2022 года зафиксировал макэкоси (преобладание поражений), комусуби Нисикиги провел турнир плохо и закончил со счетом 3-12.
По итогам турнира были вручены все три специальных приза (сан-сё): чемпион (Такэруфудзи) получил все три премии (гино-сё за техническое совершенство, сюкун-сё за выдающееся выступление и канто-сё за боевой дух), маэгасира Оносато также получил гино-сё и сюкун-сё.
В других дивизионах победили:
- в дзюрё — Миторю[англ.]
- в макусита — Кадзэкэно
- в сандаммэ — Нагамура
- в дзёнидане — Тотимару
- в дзёнокути — Тиёога

- 28: состоялось заседание Совета директоров Японской ассоциации сумо. Главное решение — временное (срок не определён) закрытие хэя Миягино, которую возглавлял 69-й ёкодзуна Хакухо. Все бойцы и сам Хакухо были переведены в хэя Исэгахама[англ.]. Хакухо на неопределённый срок передан «на поруки» бывшему ёкодзуне Асахифудзи, который должен будет «после каждого басё … информировать руководство ЯАС о том, как ояката Миягино перенимает педагогический опыт руководства школой сумо». Также был утвержден переход одзэки Кирисимы из хэя Митиноку в хэя Отоваяма. Переход был связан с достижением наставником Митиноку, бывшим одзэки Кирисимой Кадзухиро, возраста 65 лет, предельного для исполнения обязанностей руководителя хэя. Кирисима перешёл в школу, возглавляемую бывшим ёкодзуной Какурю. Было объявлено, что Кирисима Кадзухиро, наставник своего тёзки, также продолжит работу в хэя Отоваяма в качестве младшего тренера до достижения 70-летнего возраста.

### Апрель
- 10: после проведения выборов председателя Совета директоров Японской ассоциации сумо было проведено перераспределение обязанностей директоров. Вторую должность в иерархии ассоциации (пост руководителя Операционного управления, занимающегося организацией турниров в Токио) занял ояката Касугано[англ.] (бывший сэкивакэ Тотиновака), сменивший в этой должности Сибатаяма-оякату[англ.] (бывшего ёкодзуну Онокуни). Сибатаяма-ояката лишился всех прежних должностей (ранее он также возглавлял Комитет по этике и Управление по связям с общественностью) и был назначен директором Школы Сумо (Кесюдзё). В Совет директоров был введен Асакаяма-ояката (бывший одзэки Кайо), ставший одним из трех региональных директоров — ответственным за проведение ноябрьского Кюсю-басё в Фукуоке. Ранее этот пост занимал Сакаигава-ояката[англ.] (бывший комусуби Рёгоку), который был назначен директором по проведению выездных турниров дзюнгё. Сменился глава Судейской коллегии, им стал ояката Такадагава (бывший сэкивакэ Акиносима), который также возглавил Управление наставничества и Комитет по этике. Бывший глава Судейской коллегии, ояката Садогатакэ[англ.] (бывший сэкивакэ Котоновака), был переведен на должность директора Управления по связям с общественностью. Кацуноура-ояката[англ.] (бывший маэгасира Киринисики), ранее занимавший пост в подразделении по бизнесу, получил сразу несколько директорских должностей, сосредоточив в своих руках все вопросы, связанные с безопасностью и дисциплиной (возглавил Дисциплинарное, Антикризисное управления, Комитет по надзору за соревнованиями и службу безопасности штаб-квартиры Японской ассоциации сумо). Единственными, чьи обязанности в Совете никак не изменились, оказались региональные директора Дэваноуми-ояката[англ.] (бывший маэгасира Огинохана) и Исэноуми-ояката[англ.] (бывший маэгасира Китакатидоки). Ояката Миягино (Хакухо) получил довольно высокую и престижную должность пресс-атташе (ответственного за взаимодействие ЯАС с журналистами) в составе Управления по связям с общественностью.

- 11: умер 64-й ёкодзуна в истории сумо Акэбоно. Родившийся на Гавайях Чед Роуэн в 1993 году стал первым в истории профессионального сумо ёкодзуной неяпонского происхождения.

- 16: Японская ассоциация сумо организовала первый за 62 года благотворительный турнир (кандзин-сумо) для сбора средств в поддержку пострадавших от землетрясения в Японском море (ранее ЯАС уже направляла средства на помощь пострадавшим). По итогам турнира властям префектуры Исикава было направлено 27 миллионов иен.

- 17: Японская ассоциация сумо объявила об отставке Фуривакэ-ояката (бывшего маэгасиры Саданофудзи[англ.]).

- 19: Японская ассоциация сумо восстановила (после перерыва с 2012 года) практику специальных легкоатлетических тестов для оценки борцов-новичков (восстановление этой системы было связано с отменой в конце 2023 года обязательных требований к новым сумотори по росту и весу). Новички проходят семь испытаний: на силу спины, силу хвата, тройной прыжок, силу броска рукой, стойку на руках, прыжок в длину с места и бег на 50 метров. По результатам тестов в профессиональном сумо впервые со времен окончания Второй мировой войны было разрешено выступать борцу, чей рост ниже 1 метра 60 сантиметров, Ясунари Мотомуре, который присоединился к хэя Садогатакэ.

- 22: Японская ассоциация сумо вынесла строгое предупреждение Нисёносэки-оякате (бывшему ёкодзуне Кисэносато) и борцу хэя Нисёносэки, маэгасире Оносато, после того, как стало известно, что в сентябре 2023 года Оносато употреблял алкоголь с младшим товарищем по хэя, не достигшим совершеннолетия (по некоторым данным — заставлял молодого рикиси употреблять сакэ).

- 30: опубликован бандзукэ к майскому турниру. Одзэки Котоновака официально сменил свою сикону на Котодзакура[англ.] (в честь своего деда, 53-го ёкодзуны Котодзакуры Масакацу). Аби был повышен до сэкивакэ, Асанояма и Оносато — до комусуби. Сэкивакэ Дайэйсё и комусуби Нисикиги[англ.] были разжалованы в маэгасиры. 23-летний Оносато достиг рангов санъяку всего за 6 турниров. Победитель мартовского турнира Такэруфудзи был поднят с позиции маэгасиры #17 на позицию маэгасиры #6. Осёма[англ.], Миторю[англ.], Токихаятэ[англ.], Такарафудзи[англ.] и Томокадзэ[англ.] были переведены из дзюрё в высший дивизион макуути. Эндо, Мёгирю, Симадзууми[англ.], Китановака[англ.] и Дайамами[англ.] были понижены из макуути в дзюрё.

### Май
- 1: после скандала с Хокусэйхо и хэя Миягино Японская ассоциация сумо созвала рикиси-каи — неофициальный «совещательный орган» борцов сумо (рикиси), который сама же ЯАС официально не признает. Этот совет выполняет функции, сходные с профсоюзами. Члены ассоциации обсудили с рикиси проблемы насилия и дедовщины в хэя.

- 3: председатель Ёкосина (Комитета по делам ёкодзун) Масаюки Ямаути похвалил одзэки Хосёрю и назвал его «старшим одзэки», намекая на то, что у Хосёрю больше шансов в ближайшее время получить ранг ёкодзуны, чем у других одзэки.

- 12-26: состоялся турнир Нацу басё.

- 12: первый день турнира был отмечен тем, что лишь один из девяти бойцов высших рангов (санъяку) одержал победу над соперником. Свои поединки проиграли ёкодзуна, четверо одзэки и оба сэкивакэ. Это — первый подобный случай со времен эры Сёва, в последний раз ёкодзуны и одзэки проигрывали все свои схватки в первый день в 2006 году.

- 13: екодзуна Тэрунофудзи и одзэки Такакэйсё объявили о снятии с турнира из-за травм. Помимо них турнир до конца не смогли довести маэгасиры Мидорифудзи[англ.] и Миторю[англ.], а также одзэки Кирисима. Снятие означало для не сумевшего одержать 8 побед Кирисимы утрату ранга одзэки.

- 17: бывший маэгасира Котоэко[англ.] объявил об отставке. Его рангом на момент завершения 17-летней карьеры был ранг 11 борца дивизиона макусита. Его высшей позицией была позиция маэгасиры #4 (июль 2021). Котоэко не выигрывал турниры ни в одном из дивизионов и не получал специальных призов канто-сё. После завершения карьеры Котоэко остался тосиёри (старейшиной) Японской ассоциации сумо под именем Огарума-ояката.

- 25: в возрасте 76 лет умер бывший комусуби Осио[англ.]. Он выступал с 1962 по 1988 год, выиграл три турнира в дивизионе дзюрё и добился 2 специальных призов: канто-сё за боевой дух и гино-сё за техническое совершенство, а также три кимбоси за победу над ёкодзунами.

- 26: комусуби Оносато с результатом 12-3 выиграл первый в своей карьере Кубок императора. При этом Оносато побил установленный 2 месяца назад рекорд Такэруфудзи по «скорости» завоевания главного трофея (Оносато понадобилось для этого 7 турниров, а Такэруфудзи — 9). На втором месте завершил турнир одзэки Котодзакура[англ.], проигравший Оносато в предпоследний день турнира. Одзэки Такакэйсё снялся с турнира на второй день, что привело к его попадаю в статус кадобан-одзэки. Находившийся на турнире в кадобане Кирисима снялся с турнира, не добившись 8 побед, и был разжалован в ранг сэкивакэ. По итогам турнира были вручены все три специальных приза (сан-сё): победивший Оносато был премирован гино-сё за техническое совершенство и сюкун-сё за выдающееся выступление, Осёма[англ.] получил канто-сё за боевой дух.

В других дивизионах победили:
- в дзюрё — Вакатакакагэ
- в макусита — Фудзисэйун
- в сандаммэ — Кёкукайю
- в дзёнидане — Асаадзума
- в дзёнокути — Нода

- 30: Накамура-ояката (бывший сэкивакэ Ёсикадзэ), ранее состоявший тренером в хэя Нисоносэки, получил от Японской ассоциации сумо право создать собственную, независимую хэя. В состав школы Накамура вошли, в том числе, бывший маэгасира Томокадзэ[англ.] и новобранец дивизиона дзюрё Кайо.

### Июнь
- 1: прошла церемония данпацу-сики бывшего маэгасиры Исиуры[англ.] (вышел в отставку в июне 2023 года).

- 2: прошла церемония данпацу-сики бывшего маэгасиры Акисэямы[англ.] (вышел в отставку в августе 2023 года).

- 8: прошла церемония данпацу-сики бывшего маэгасиры Тиёнокуни[англ.] (вышел в отставку в июле 2023 года).

- 20: в возрасте 56 лет умер Тейлор Уайли[англ.], американский актёр и боец MMA, который с 1987 по 1989 год выступал в сумо под сиконой Такамису. Он выиграл три турнира: по одному в дивизионах дзёнокути, дзёнидан и макусита, однако так и не смог стать сэкитори (борцом двух высших элитных дивизионов), остановившись на позиции макусита #2. Как актёр, был наиболее известен по ролям в сериалах «Гавайи 5.0» и «Частный детектив Магнум».

- 23: прошла церемония данпацу-сики бывшего маэгасиры Тэруцуёси[англ.] (вышел в отставку в марте 2024 года).

- 30: опубликован бандзукэ к июльскому турниру. Одзэки Кирисима был разжалован в сэкивакэ (для того, чтобы вернуть ранг, он должен одержать не менее 10 побед на июльском турнире), сэкивакэ Вакамотохару был разжалован в рядовые бойцы (маэгасиры). Победитель майского турнира, комусуби Оносато, повышен в ранг сэкивакэ. Маэгасира Дайэйсё вернулся в санъяку (категорию высших рангов в сумо) и занял позицию комусуби, также впервые в карьере эту позицию занял Хирадоуми[англ.]. Вакатакакагэ, Эндо, Тиёсёма[англ.], Кагаяки[англ.] и Бусёдзан[англ.] были переведены из дзюрё в высший дивизион макуути. Триумфатор мартовского турнира маэгасира Такэруфудзи, несмотря на свое сенсационное и рекордное выступление, был понижен из макуути во второй дивизион дзюрё, так как не принял участия в майском турнире. Вместе с ним в дзюрё были переведены Томокадзэ[англ.], Цуругисё[англ.], Миторю[англ.] и Токихаятэ[англ.].

### Июль
- 6: в возрасте 42 лет умер бывший маэгасира Кимураяма Мамору. Он выступал с 2004 по 2014 год, его высшим рангом была позиция маэгасиры #7. Кимураяма дважды выигрывал турниры в дивизионе дзюрё. После отставки он был тренером в хэя Касугано.

- 14-28: состоялся турнир Нагоя басё.

- 28: ёкодзуна Тэрунофудзи со статистикой 12-3 выиграл десятый в своей карьере Кубок императора. До 11-го турнирного дня ёкодзуна шел без единого поражения, но впоследствии уступил одзэки Котодзакуре[англ.], сэкивакэ Оносато и своему главному оппоненту — маэгасире Таканосё[англ.]. В последний день Тэрунофудзи и Таканосё имели одинаковую статистику, поэтому для выявления победителя был назначен дополнительный поединок кэттэй-сэн, который выиграл Тэрунофудзи (во второй раз за год он выиграл турниры в дополнительном поединке). Таканосё в третий раз за время выступления в макуути занял второе место на турнире. Сложилась редкая для профессионального сумо ситуация — по итогам турнира удалось выявить единоличных обладателей первого, второго и третьего мест. Тройку со статистикой 11-4 замкнул вернувшийся в высший дивизион Вакатакакагэ. По итогам турнира в сумо осталось двое действующих одзэки — Котодзакура и Хосёрю. Находившийся в статусе кадобан-одзэки Такакэйсё закончил турнир со статистикой 5-10, что ознаменовало для него уже вторую в карьере (после 2019 года) потерю второго иерархического звания. Сэкивакэ Кирисима, имевший на июльском турнире опцию «ускоренного» возвращения ранга одзэки, не смог одержать 10 побед, поэтому остался на третьей ступени в рангах сумо. Все представители санъяку (высших рангов сумо), кроме Такакэйсё, зафиксировали катикоси (счет с преобладанием побед). До конца турнира не дошли: Такаясу[англ.] (снялся после первого же дня, имея статистику 0-1), Оносё[англ.] (снялся после третьего дня, имея статистику 0-3), Асанояма (снялся после четвертого дня, имея статистику 3-1, позднее было объявлено о предстоящей операции на колене с почти 10-месячным сроком восстановления после нее) и Хосёрю (снялся после тринадцатого дня, имея статистику 9-4). Во втором дивизионе дзюрё чудом удержался рекордсмен-триумфатор мартовского турнира Такэруфудзи — после пропуска турнира в мае он был разжалован из макуути (несмотря на победу в турнире) и имел шанс покинуть и второй дивизион, если бы не одержал хотя бы две победы. Пропустив семь турнирных дней, Такэруфудзи всё же вышел на дохё, одержал две победы подряд, после чего вновь снялся. Это позволило ему сохранить «прописку» в дзюрё.

По итогам турнира были вручены все три специальных приза (сан-сё): обладатель второго места Таканосё был удостоен канто-сё за боевой дух, комусуби Хирадоуми получил гино-сё за техническое совершенство, а Оносато — сюкун-сё за выдающееся выступление. Оносато получил специальный приз на четвертом турнире подряд.
В других дивизионах победили:
- в дзюрё — Сирокума[англ.]
- в макусита — Дайсэйдзан
- в сандаммэ — Инами
- в дзёнидане — Сэйхакухо
- в дзёнокути — Симидзууми

### Август
- 1: Японская ассоциация сумо объявила о том, что 26 августа гёдзи Юдзи Куросава (3-й Кимура Ёдо) будет повышен до высшего судейского ранга в сумо — татэ-гёдзи и примет имя 42-го Сикимори Иносукэ. Это повышение станет первым с 2015 года. Оно связано с тем, что в сентябре 2024 года действующий единственный татэ-гёдзи Хидэки Имаока (38-й Кимура Сёносукэ) достигнет возраста 65 лет и выйдет в отставку.

- 26: опубликован бандзукэ к сентябрьскому турниру. В санъяку (категории высших рангов) произошло лишь одно изменение: одзэки Такакэйсё был разжалован в ранг сэкивакэ, сохранив право «ускоренного» возвращения ранга одзэки в случае достижения 10 и более побед на турнире). На позицию маэгасиры #1 были назначены Таканосё[англ.] и Тобидзару[англ.]. Онокацу[англ.], Сирокума[англ.] и Китановака[англ.] были переведены из дзюрё в высший дивизион макуути. Тиёсёма[англ.], Оносё[англ.], а также получивший травму и прооперированный Асанояма были понижены из макуути в дзюрё.

- 28: в возрасте 48 лет умер бывший комусуби Тиётэндзан[англ.]. Он выступал в профессиональном сумо с 1991 по 2008 год, наивысшей его позицией был ранг комусуби в 1999 году. За карьеру он выиграл один чемпионат в дивизионе дзюрё, получил три специальных приза и 3 кимбоси за победу над ёкодзунами. После завершения карьеры он не получил места в Японской ассоциации сумо и полностью оставил мир профессионального сумо.

### Сентябрь
- 6: ёкодзуна Тэрунофудзи объявил о том, что пропустит сентябрьский турнир из-за проблем со здоровьем. Таким образом, этот турнир станет 11 пропущенным со времен повышения Тэрунофудзи до высшего ранга. Ёкодзуна сообщил журналистам о том, что за последнее время похудел на 10 килограмм и в настоящее время тренируется по ограниченной программе.

- 8-22: состоялся турнир Аки басё.

- 10: маэгасира Тамаваси[англ.] установил рекорд, проведя 1631-й последовательный поединок без снятия с турниров. Тамаваси превзошел рекорд выступавшего в 1964—1986 годах Аобадзё[англ.], проведшего 1630 поединков. За 20 лет карьеры Тамаваси все же пропустил два матча в июле 2022 года, однако это была вынужденная мера, связанная с соблюдением обязательных требований по противодействию COVID-19. Так как у сумоиста не было возможности не пропустить эти поединки из-за законодательства, Японская ассоциация сумо не стала считать их обычными пропусками боёв из-за травмы, что сохранило для Тамаваси его рекордную серию[3].

- 20: снявшийся с турнира после второго дня сэкивакэ Такакэйсё объявил об отставке. На протяжении 5 лет, с 2019 по 2024 год, Такакэйсё удерживал ранг одзэки, однако по результатам выступлений в мае и июле 2024 года он был разжалован в сэкивакэ. В первые дня он потерпел два поражения после чего снялся с турнира из-за многочисленных медицинских проблем. Затем после совещания с ояката Токиваямой, наставником Такакэйсё, было принято решение об отставке. Такакэйсё за свою карьеру выиграл 4 Кубка императора, трижды (в январе 2021, марте и ноябре 2023) находился в статусе цунатори — претендента на повышение в ранг ёкодзуны. После отставки Такакэйсё стал тосиёри (старейшиной) Японской ассоциации сумо и занял позицию младшего тренера в своей хэя, приняв имя Минатогава.

- 22: сэкивакэ Оносато со статистикой 13-2 выиграл второй в своей карьере Кубок императора, вновь установив несколько рекордов: личный рекорд по количеству выигранных боев (13), стал первым сумоистом, которому удалось, не будучи в рангах одзэки или екодзуны, выиграть два Кубка в течение одного года, продлил рекордную серию по награждению специальными призами сэн-сё (в июле он уже стал первым, кто был удостоен этих призов на четырех турнирах подряд, сентябрьский басё стал пятым таким турниром. С тринадцатью победами общее количество выигранных боев Оносато за последние 3 турнира составило 34, что означало, что он выполнил «норму» для повышения в ранг одзэки к ноябрьскому турниру. Второе место со статистикой 12-3 разделили сэкивакэ Кирисима и маэгасира (бывший сэкивакэ) Вакатакакагэ. Оба одзэки — Котодзакура[англ.] и Хосёрю с трудом избежали попадания в статус кадобана, каждый из них одержал по 8 побед. По итогам турнира были вручены все три специальных приза (сан-сё): Оносато был удостоен канто-сё за боевой дух и гино-сё за техническое совершенство, маэгасира Нисикиги[англ.] также получил гино-сё, а маэгасира Вакатакакагэ — сюкун-сё за выдающееся выступление.

В других дивизионах победили:
- в дзюрё — Такэруфудзи
- в макусита — Дэкияма
- в сандаммэ — Кавадзоэ
- в дзёнидане — Симидзууми
- в дзёнокути — Госэйдзан

- 24: Бывший сэкивакэ Мёгирю объявил об отставке. Его рангом на момент завершения 15-летней карьеры был ранг 9 борца дивизиона дзюрё (свой последний турнир Мёгирю пропустил из-за травмы). Его высшей позицией была позиция сэкивакэ (сентябрь 2012). Мёгирю выиграл три турнира в дивизионе дзюрё и один в дивизионе макусита. Он был четырежды удостоен специального приза гино-сё за техническое совершенство, а также получил шесть золотых звёзд за победы над ёкозунами. На турнире в сентябре 2021 года занял второе место. После отставки перешел на тренерскую работу и стал тосиёри (старейшиной) Японской ассоциации сумо под именем Фуривакэ.

В тот же день об отставке объявил бывший сэкивакэ Аоияма. Его рангом на момент завершения 15-летней карьеры был ранг 13 борца дивизиона дзюрё. Его высшей позицией была позиция сэкивакэ (ноябрь 2014). Аоияма — второй рикиси из Болгарии (в 2022 году принял японское гражданство). Он выиграл по одному турниру в дивизионах макусита, дзёнидан и дзёнокути, дважды занимал второе место на турнирах в дивизионе макуути. Был награжден пятью специальными призами (4 канто-сё за боевой дух и 1 гино-сё) за технику, получил 1 золотую звезду кимбоси.
- 25: Совет директоров Японской ассоциации сумо присвоил Оносато второе иерархическое звание в профессиональном сумо — ранг одзэки. Оносато смог продвинуться до этого ранга всего за 9 турниров, побив 12-турнирный рекорд, ранее принадлежавший Хагурояме[англ.] (1940), Ютакаяме[англ.] (1963) и Миябияме[англ.] (2000)[4].

- 26: Совет директоров Японской ассоциации сумо принял отставку 65-летнего Хидэки Имаоки (38-го Кимуры Сёносукэ), старшего татэ-гёдзи в сумо. Было объявлено, что с января 2025 года действующий 42-й Сикимори Иносукэ (Юдзи Хорасава) станет 39-м Кимурой Сёносукэ. 15-й Кимура Сётаро станет 43-м Сикимори Иносукэ и, соответственно, младшим татэ-гёдзи[5]. Хироси Кукути (12-й Сикимори Кандаю) с 1 января 2025 года перейдет в категорию санъяку-гёдзи, вторую по иерархии категории судей в сумо.

Также ассоциация разрешила бывшему одзэки Котосёгику открыть собственную хэя (ранее он был тренером в школе Садогатакэ) — Хидэнояма. Первыми ее борцами стали Котокогути, Котомотомура, Котомунаката и Котоханасиро.
- 28: прошла церемония данпацу-сики бывшего маэгасиры Адзумарю[англ.] (вышел в отставку в декабре 2023).

### Октябрь
- 22 : в возрасте 77 лет умер бывший одзэки Асахикуни[англ.]. Он выступал с 1963 по 1979 год, провел 21 турнир в ранге одзэки, четырежды занимал второе место на турнирах в высшей лиге. Дважды был победителем турниров (по разу в дивизионах макусита и дзюрё). Был удостоен семи специальных призов сэн-сё и двух золотых звёзд кимбоси за победы над ёкодзунами.

- 28: опубликован бандзукэ к ноябрьскому турниру. Оносато официально поставлен на позицию одззэки. Дайэйсё впервые с января 2024 года вернулся на позицию сэкивакэ. В санъяку вернулись Вакамотохару и Сёдай (они оба назначены комусуби), причем Сёдай вернулся в категорию высших рангов впервые с мая 2023 года.  На позицию маэгасиры #1 были назначены Охо[англ.] и Хирадоуми[англ.]. Сиси, Тиёсёма[англ.], Токихаятэ[англ.], Такэруфудзи и Асакорю[англ.] были переведены из дзюрё в высший дивизион макуути. Кимбодзан, Кагаяки[англ.], Сирокума[англ.] и Китановака[англ.] были понижены из макуути в дзюрё.

### Ноябрь
- 2: Японская ассоциация сумо объявила о том, что билеты на все 90 турнирных дней в 2024 году были проданы. Это — первый случай полной продажи с 1996 года.

- 8: ёкодзуна Тэрунофудзи объявил о том, что не примет участия в ноябрьском турнире. Причиной этого были названы продолжающиеся проблемы со здоровьем и невозможность полноценно приступить к тренировкам. Турнир стал 12-м, который Тэрунофудзи пропустил после того, как стал ёкодзуной, а также вторым подряд.

- 10-24: состоялся турнир Кюсю басё.

- 12: в возрасте 82 лет умер 52-й ёкодзуна Китанофудзи[англ.]. Китанофудзи выступал с 1957 по 1974 год, выиграл 10 Кубков императора, был удостоен 6 специальных призов и одной золотой звезды кимбоси. После победы на январском турнире 1970 года был повышен до высшего ранга в иерархии сумо. Как тренер с 1977 по 1993 год он возглавлял хэя Коконоэ. Самыми известными воспитанниками Китанофудзи стали 58-й ёкодзуна Тиёнофудзи и 61-й ёкодзуна Хокутоуми[англ.].

- 20: произошло весьма редкое для сумо событие — в схватке между Урой[англ.] и Хирадоуми[англ.] дважды назначался повторный поединок торинаоси, так как по итогам как первого, так и второго боя судьи не смогли определить однозначного победителя. В итоге схватку выиграл Ура.

- 24: одзэки Котодзакура[англ.] со статистикой 14-1 выиграл первый в своей карьере Кубок императора. К финальному дню соревнований Котодзакура подошел с одинаковой статистикой (13-1) с другим одзэки — Хосёрю, которого победил в решающей схватке. Победа на турнире принесла Котодзакуре неофициальный статус цунатори — претендента на повышение в ранг ёкодзуны, которое борец может заслужить победой на следующем турнире. По итогам турнира были вручены все три специальных приза (сан-сё): Таканосё[англ.] был удостоен канто-сё за боевой дух, Вакатакакагэ получил гино-сё за техническое совершенство, а Аби — сюкун-сё за выдающееся выступление.

В других дивизионах победили:
- в дзюрё — Кимбодзан
- в макусита — Осанаи
- в сандаммэ — Фудзитоси
- в дзёнидане — Нисикикуни
- в дзёнокути — Гоноуми

- 25: глава Ёкосина (Комитета по делам, имеющим отношение к ёкодзунам) Масаюки Ямаути, комментируя итоги Кюсю басё, сделал намек, что оба одзэки — победитель турнира Котодзакура и занявший второе место Хосёрю — на январском турнире 2025 года будут выступать в неофициальном статусе цунатори. Он заявил: «если это возможно, хотелось бы рождения двух ёкодзун».

### Декабрь
- 18: Бывший комусуби Оносё[англ.] объявил об отставке. Его рангом на момент завершения 11-летней карьеры был ранг 10 борца дивизиона дзюрё. Его высшей позицией был ранг комусуби (ноябрь 2017). Мёгирю выиграл один турнир в дивизионе дзюрё, трижды удостоен специального приза канто-сё за боевой дух и одного приза сюкун-сё за выдающееся выступление, а также получил две золотых звёзд за победы над ёкозунами. После отставки объявил о том, что не останется в Японской ассоциации сумо, а присоединится к компании, которая занимается производством косметики.

- 23: опубликован бандзукэ к январскому турниру 2025 года. Одзэки Котодзакура[англ.] и Хосёрю будут претендовать на повышение в ранг ёкодзуна в случае победы на турнире. Вакамотохару был повышен до сэкивакэ, его младший брат Вакатакакагэ — до комусуби, вернувшись в санъяку (категорию высших рангов) впервые с мая 2023 года. Оба брата впервые одновременно оказались в санъяку. Аби также был повышен до комусуби. Бывший одзэки Кирисима впервые с июля 2022 года был понижен до маэгасиры. Кимбодзан, Китановака[англ.], Кагаяки[англ.], Хакуохо[англ.] и Тамасёхо[англ.] были переведены из дзюрё в высший дивизион макуути. Сиси, Саданоуми[англ.], Рюдэн, Асакорю[англ.] и Бусёдзан[англ.] были понижены из макуути в дзюрё.